# Lagedium
Lagedium é um género botânico pertencente à família Asteraceae.
A autoridade científica do género é Soják, tendo sido publicado em Novit. Bot. & Del. Sem. Hort. Bot. Univ. Car. Prag. 1961: 34. 1961.

## Espécies
A base de dados The Plant List indica 2 espécies descritas neste género:
- Lagedium sibiricum (L.) Soják - sinónimo de Lactuca sibirica (L.) Benth. ex Maxim.
- Lagedium tataricum (L.) Soják - sinónimo de Lactuca tatarica (L.) C.A.Mey.